# Plethus banchaia
Plethus banchaia är en nattsländeart som beskrevs av János Oláh 1989. Plethus banchaia ingår i släktet Plethus och familjen smånattsländor. Inga underarter finns listade i Catalogue of Life.